# Windmühle Ostersode

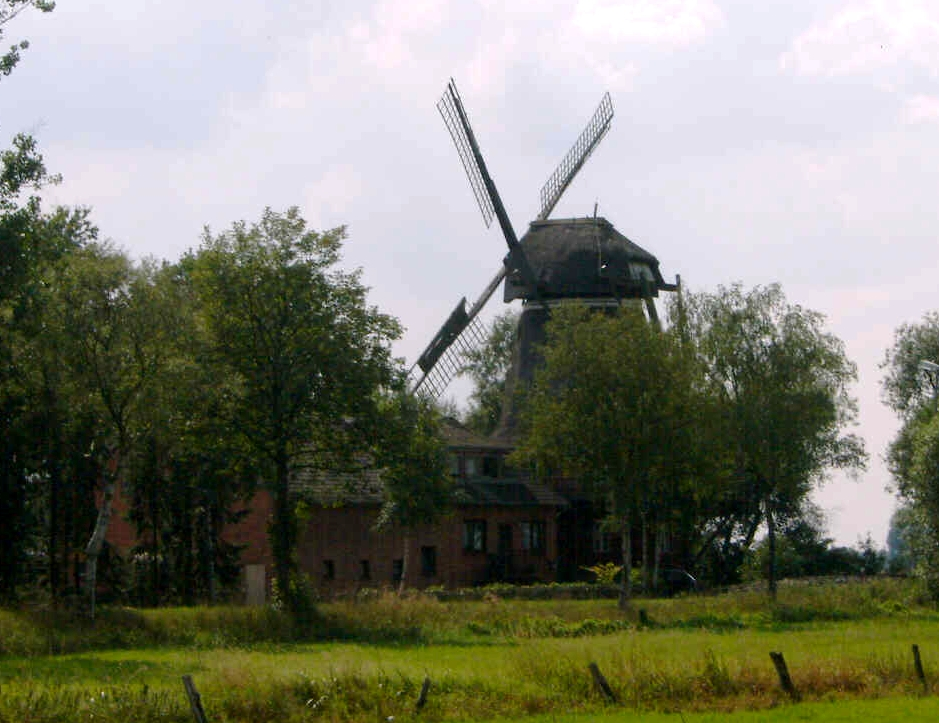
Windmühle Ostersode, Ansicht von Nordwesten (2006)

Die Windmühle Ostersode, Ostersoder Straße 1b, in der niedersächsischen Gemeinde Worpswede, Ortsteil Ostersode, wurde in der Mitte des 19. Jahrhunderts gebaut. Aktuell (2025) wird sie gewerblich als Lager genutzt. Sie ist ein Wahrzeichen des Ortes.
Das Gebäude steht unter Denkmalschutz (siehe auch Liste der Baudenkmale in Worpswede).

## Geschichte und Beschreibung
Worpswede im Teufelsmoor wurde 1218 erstmals als Besitz des Klosters Osterholz erwähnt. Der Ortsteil Ostersode wurde 1761 im Rahmen der Moorkolonisierung des Teufelsmoores gegründet. Eine Bockwindmühle soll es zuvor gegeben haben, bis ein Neubau diese ersetzte.
Die Galerieholländer-Windmühle von 1852 (andere Quelle 1838) in der Hammeniederung musste wegen heftiger Winde eine solide Bauweise haben. Der zweigeschossige, achteckige Sockel mit rundbogigen Fenstern erhielt breit angelegte Ziegelsteinmauern und der Rumpf kräftiges Holz. Der Aufbau mit drei Böden und die Kappe sind reetgedeckt. Das Flügelkreuz wurde mit einem Steert in den Wind gedreht. Die Mühle hatte zwei Mahlwerke. Bis 1930 wurde sie mit Wind betrieben, dann durch eine Dampfmaschine und später durch einen Elektromotor. Nachdem das Mühlenkreuz schadhaft geworden war, wurde nur noch mit dem E-Motor geschrotet. Eine umfassende Sanierung stellte die Eichenholzgalerie, die Rumpf- und Kopfeindeckung mit Reet sowie die Rundbogenfenster im Sockel wieder her und die Flügel wurden ausgewechselt.
Die Mühle befindet sich in Privatbesitz. Zwischen dem Landkreis Osterholz und dem Eigentümer wurde in den 1970er Jahren eine Nutzungs- und Unterhaltungsvereinbarung abgeschlossen. 1993 ramponierten Sturmböen das Dach und die Flügel. Dem Kreis fehlten die Mittel für eine Sanierung. Die Mühle bereitete 2010 dem Ortsrat Sorge. 2012 beabsichtigte der Landkreis die äußere Sanierung der Mühle.
Sie hat die Nummer 31 auf der Straße der Niedersächsischen Mühlen.
Das Landesdenkmalamt befand u. a.: „… Die Worpsweder Mühle liegt östlich des Ortes. Ihre Ursprünge reichen bis Anfang des 18. Jahrhunderts zurück, …“